# Roter Horus
„Roter Horus“ (mittelägyptisch Hor-dscheru, Hor-descheru) ist ein weiterer Name des altägyptischen Sonnengottes. In der ägyptischen Mythologie und altägyptischen Astronomie bezeichnete die Gottheit Roter Horus als Beiname des Sonnengottes den Planeten Mars als „lebenden Stern“ des Re.

## Mythologische Verbindungen
Der Mars galt in der Vergangenheit als „Stern des Horus“, was jedoch aufgrund der Mythologie und der Erwähnungen im Nutbuch ausgeschlossen werden kann:

„Dieser Gott [...um] nicht zuzulassen, dass die Lehre zu ihr (Nut) gelangt. […] Das ist die Gestalt des Re, wenn er am Morgen aus dem Wasser aufgeht. Er ist der Falke […], der hervorkommt [aus dem] Nun, so sagt das Buch „Schutz des Schlafgemaches“.“

Re ist als Falke auf der südöstlichen Seite der Himmelsgöttin Nut positioniert. Die Deutung der Aussage „Lehre, die nicht zu Nut gelangen darf“ bleibt unklar. Während des Sonnenaufgangs befindet sich Re aus mythologischer Sicht im Land Punt und übernimmt die Erscheinungsform des Re-Harachte.
Der Gott Harachte symbolisierte lange vor dem Neuen Reich den Planeten Mars. Diese Gleichsetzung erfährt in den Sargtexten des Mittleren Reichs eine frühe Umdeutung zu Hor-descheru, der das Auge dem Verstorbenen bringt. Anschließend folgte für Horus im Horizont und Hor-descheru die Verknüpfung mit dem Sonnengott und damit eine Zuordnung zu Re-Harachte und Re.
In einem Text aus dem Neuen Reich (19.–20. Dynastie) heißt es: Harachte (ist) Hor-descheru, der Stern des östlichen Himmels, der rückwärts wandert, wobei der Name Harachte mit dem Determinativ des Sonnengottes Re geschrieben ist.

## Ikonografie
Ikonografisch war Re im Neuen Reich menschengestaltig mit Falkenkopf in der Erscheinungsform des Horus als Re-Harachte-Atum zu sehen. Der Falkenkopf symbolisierte die Dauer des Sonnenauf- und Unterganges. Er zeigt Re als descherti (Blutiger) im Zustand des Gebärens von Nut kurz vor dem Erscheinen am Horizont beziehungsweise im Zustand des Sterbens nach dem Untergang unter den Horizont. In der griechisch-römischen Zeit ist Hor-descheru als Gott mit herabhängenden Armen dargestellt und befindet sich in einer Barke, wo er auf dem Kopf einen Stern trägt.